# 克列斯托沃兹季伊任卡村委员会
克列斯托沃兹季伊任卡村委员会（俄语：Крестовоздвиженский сельсовет）是俄罗斯联邦阿穆尔州康斯坦丁诺夫卡区所属的一个村委员会。其下辖有1个居民点，行政中心为克列斯托沃兹季伊任卡。据2016年统计，该村委员会的人口为968人。